# Trolliella
Trolliella là một chi rêu trong họ Sematophyllaceae.